# Farlowella oxyrryncha
Farlowella oxyrryncha (Фарловелла бура) — вид риб з роду Farlowella родини Лорікарієві ряду сомоподібні.

## Опис
Загальна довжина сягає 23 см. Голова й тулуб голкоподібні, стрункі. Очі невеликі. Морда довга, тонка й вузька. У самців з її боків в час нересту з'являються збільшені одонтоди (шкіряні зубчики). Рот невеличкий. Спинний і анальний плавці розташовані навпроти одного. Грудні плавці невеликі, трохи широкі. Черевні плавці крихітні. Хвостовий плавець нагадує роздвоєний батіг.
Забарвлення оливково-зеленувате. З боків від морди до хвостового плавця через очі проходять 2 широкі смуги бурого кольору. Плавці прозорі з хаотичними темними плямами.

## Спосіб життя
Воліє до чистої та прозорої води. Зустрічається в лісових струмках, з піщаним дном. Активний у присмерку та вночі. Живиться водоростями, в значно меншій мірі — дрібними водними організмами.

## Розповсюдження
Зустрічається в річках Амазонка і Оріноко — в межах Венесуели, Еквадору, Перу та Болівії.